# Entfernter rückläufiger Orbit
Entfernter rückläufiger Orbit (engl. distant retrograde orbit, DRO) ist eine Kategorie von Umlaufbahnen um den kleineren Himmelskörper eines Zweikörpersystems, üblicherweise einen um einen Planeten kreisenden Mond. Da diese Umlaufbahnen sehr stabil sind und ein Raumflugkörper dort ohne Treibstoffverbrauch für Bahnkorrekturmanöver über mehrere hundert Jahre verbleiben kann, haben sie einen hohen praktischen Nutzen. Ende 2021 nahm der Orbiter der chinesischen Sonde Chang’e 5 weltweit erstmals einen entfernten rückläufigen Orbit um den Erdmond ein, Ende 2022 als weltweit zweites Raumfahrzeug das Orion-Raumschiff der US-amerikanischen Mission Artemis 1.

## Beschreibung
Bei einer rückläufigen Umlaufbahn kreist ein Himmels- oder Raumflugkörper entgegengesetzt zur Eigenrotation eines Himmelskörpers um besagten Himmelskörper. Bekanntestes Beispiel für eine natürlich vorkommende rückläufige bzw. retrograde Umlaufbahn ist der Neptunmond Triton. Ein Beispiel für künstliche Erdsatelliten in einem rückläufigen Orbit sind die israelischen Ofeq-Aufklärungssatelliten. Im Vergleich zu Starts in einen rechtläufigen Orbit, wo die Rotation der Erde der Rakete einen zusätzlichen Impuls verleiht, verliert die Trägerrakete hierbei jedoch bis zu 40 % ihrer Nutzlastkapazität.
Das prinzipielle Problem bei Umlaufbahnen um den Erdmond sind die Schwereanomalien, die durch sogenannte „Mascons“ (von englisch mass concentration) hervorgerufen werden und auf dem Mond stärker sind als bei allen anderen Himmelskörpern im Sonnensystem. Das macht fast alle Umlaufbahnen um den Mond instabil, die mondnahen mehr als die mondfernen, bei denen die Instabilität hauptsächlich durch den Einfluss der Erdanziehung hervorgerufen wird.
Im Gegensatz zu diesen Umlaufbahnen gibt es unter bestimmten Bedingungen auch tatsächlich periodische Orbits, bei denen der Raumflugkörper nach einer bestimmten Zeitdauer immer zu seinem Ausgangspunkt zurückkehrt. Hierfür ist ein Zweikörpersystem nötig, bei dem ein Körper (der Mond) eine wesentlich geringere Masse besitzt als der Körper, den er umkreist (der Planet). Das Erde-Mond-System, bei dem der Mond 1⁄81 der Masse der Erde besitzt, erfüllt diese Bedingungen. Wenn nun ein Raumflugkörper in rückläufiger Richtung um den kleineren Körper kreist, so erfährt seine Bahn zwar immer noch leichte Änderungen, die aber periodisch wiederkehrend sind. Die Bahn als Ganzes bleibt über einen Zeitraum von mehreren hundert Jahren stabil, wobei sich die Zone, wo derartige, stabile Umlaufbahnen möglich sind, über mehrere Millionen Kilometer erstreckt.
Es gibt nahe rückläufige Orbits mit einer Höhe von etwa der halben Entfernung zum Lagrange-Punkt L1 bzw. L2, die annähernd kreisförmig sind, und entfernte rückläufige Orbits jenseits dieser beiden Lagrange-Punkte, die Ellipsen mit einem Achsenverhältnis von etwa 2:1 darstellen. Während bei einer normalen Kreisbahn die Geschwindigkeit mit der Entfernung vom Himmelskörper abnimmt, nimmt sie bei einem entfernten rückläufigen Orbit mit der Entfernung zu.

## Chang’e 5
Theoretisch diskutiert wurden entfernte rückläufige Orbits seit 1968. Anfang der 2000er Jahre erwog die NASA eine derartige Umlaufbahn für den Jupiter Icy Moons Orbiter, Mitte der 2010er Jahre für die New Asteroid Initiative, wo ein kleiner Asteroid in einen entfernten rückläufigen Orbit um den Mond geschleppt werden sollte.
Beide Projekte wurden aus Geldmangel noch in der Planungsphase eingestellt.
Der erste Raumflugkörper, der tatsächlich in eine entfernte rückläufige Umlaufbahn manövriert wurde, war der Orbiter der chinesischen Mondsonde Chang’e 5, die am 23. November 2020 vom Kosmodrom Wenchang aus in Richtung auf den Pazifik gestartet und in einen rechtläufigen Transferorbit zum Mond gebracht wurde.
Die Hauptaufgabe bei jener Mission war, Bodenproben vom Mons Rümker zur Erde zu bringen, wobei die Aufstiegsstufe wieder mit der Mondrotation in eine rechtläufige Umlaufbahn um den Mond startete. Dort wurde sie vom Orbiter der Sonde in einer ebenfalls rechtläufigen Umlaufbahn erwartet, dem sie nach einem Koppelmanöver den Behälter mit den Bodenproben übergab. Auf einem weiterhin rechtläufigen Transferorbit kehrte der Orbiter zur Erde zurück und setzte am 16. Dezember 2020 über dem Atlantik eine Wiedereintrittskapsel ab, die mit der Erdrotation zunächst Afrika überflog und schließlich in der Inneren Mongolei landete.
Anschließend flog der Orbiter zum Lagrange-Punkt L1 des Sonne-Erde-Systems, wo er am 15. März 2021 ankam. Während der 88 Tage Flugzeit bremsten die Ingenieure im Raumfahrtkontrollzentrum Peking seine Geschwindigkeit von ursprünglich 10 km/s auf 4 km/s ab. Mit dieser Geschwindigkeit schwenkte Chang’e 5 in einen periodischen Orbit von 6 Monaten Umlaufzeit um den Lagrange-Punkt ein. Damit verließ die Sonde nun die Ebene der Ekliptik und nahm das ein, was bei einem Himmelskörper eine polare Umlaufbahn wäre.
Am 30. August 2021, nach knapp einem Umlauf, änderte  Chang’e 5 ihre Flugbahn so, dass sie sie zum Erde-Mond-System zurückführen würde.
Am 12. September 2021 flog sie dicht am Mond vorbei und trat in eine weite Umlaufbahn um die Erde ein. Am 18. November 2021 erfolgte ein weiterer Vorbeiflug am Mond und die Sonde schwenkte in den finalen Orbit ein. Am 6. Januar 2022 war die Sonde 100.000 km vom Mondmittelpunkt entfernt, dem mondfernsten Punkt ihrer retrograden Umlaufbahn. Die Umlaufbahn hat eine um den Mond zentrierte elliptische Form – also anders als bei einem Erdsatelliten in exzentrischer Umlaufbahn – mit der langen Achse tangential zur Umlaufbahn des Mondes um die Erde und der kurzen Achse entlang der Achse Erde-Mond. Der mondnächste Punkt auf der kurzen Achse ist 70.000 km vom Mondmittelpunkt entfernt, also 5500 km mehr als die Lagrange-Punkte L1 und L2 (64.500 km). Für einen Umlauf auf dieser, in der Ebene der Ekliptik liegenden Bahn benötigt Chang’e 5 rund 15,75 Tage.

## Zukünftige Anwendungen
Neben einer geplanten Nutzung im Zusammenhang mit der Probenrückführmission Chang’e 6 – der Orbiter soll in einem rückläufigen Orbit auf die Aufstiegsstufe warten – und im Rahmen einer zukünftigen Navigations- und Kommunikationsarchitektur rund um den Mond wird am Zentrum für Projekte und Technologien zur Nutzung des Weltalls ein entfernter rückläufiger Orbit um den Erdmond als Standort für eine bemannte Tiefraumstation (vor allem im Hinblick auf Notfälle auf der Mondoberfläche, bei denen eine Rückkehr zur Erde zu lange dauern würde) und ein Frühwarnsystem für Asteroiden im Rahmen der planetaren Verteidigung diskutiert.
Im Erde-Mond-System sind entfernte rückläufige Orbits mit einer Umlaufzeit von bis zu 27 Tagen absolut stabil, danach beginnen minimale Bahnunregelmäßigkeiten. Aus ingenieurtechnischen Gründen – die dort stationierten Einrichtungen sollen von Erde und Mond aus gleich gut erreichbar sein – wäre eine Umlaufzeit von 10–20 Tagen optimal. Aus organisatorischen Gründen bevorzugt man eine Umlaufzeit von 14,75 Tagen, also einen halben synodischen Monat (29,53 Tage), sodass Starts von der Mondoberfläche immer zur gleichen Ortszeit stattfinden und immer die gleiche Anflugbahn verwendet werden kann. Die kurze und lange Achse der Ellipse würden dann 76.900 km bzw. 96.100 km betragen.
Wenn ein Raumflugkörper den entfernten rückläufigen Orbit der angedachten Tiefraumstation erreicht hat, behält er ohne weiteren Treibstoffverbrauch in einem Bereich von mehreren hundert Kilometern bis zu einigen Metern einen einmal eingenommenen Abstand zum Ziel bei. Dies ist ideal für Parkpunkte bei Andockmanövern oder für den Formationsflug mit einem Weltraumteleskop analog zur Chinesischen Raumstation und dem Xuntian-Teleskop. Auch ein Positionswechsel eines begleitenden Raumflugkörpers unter Wahrung eines sicheren Abstands ist relativ einfach zu bewerkstelligen, während eine Umkreisung der Station anspruchsvolle Berechnungen erfordert.
Eine Tiefraumstation in einem entfernten rückläufigen Orbit wäre auch ein guter Startpunkt für Sonden zur Erkundung erdnaher Asteroiden. Man hat von dort Zugriff auf Asteroiden in einem relativ weiten Bahnneigungs-Bereich und die Sonden könnten nach einem Vorbeiflug mit geringem Treibstoffverbrauch wieder zur Station zurückkehren.